# سعيد الشرتوني
سَعِيدُ بْنُ عَبْدِ ٱللّٰهِ ٱلشَّرْتُونِيُّ (1264 - 1331 هـ / 1847 - 1912 م) شاعرٌ، لُغَويّ، عربي، لبناني.
ولد في قرية شَرْتُون وهي في مِنطقة الشوف بلبنان سنة 1264 هـ/ 1847 م، وفي بعض المصادر: 1266 هـ/ 1849 م، عَمِلَ في حقل التدريس، وتصحيح المطبوعات، وتُوُفِّيَ في لبنان.

## آثاره
أهم آثاره معجم «أقرب الموارد في فصح العربية والشوارد» وهو قاموس لغوي يقع في ثلاثة مجلدات.